# Michał Wiśniewski (urzędnik państwowy)
Michał Wiśniewski (ur. 1985 w Augustowie) – polski urzędnik państwowy i menedżer, w latach 2018–2019 i 2020–2022 zastępca dyrektora generalnego Krajowego Ośrodka Wsparcia Rolnictwa, w 2022 podsekretarz stanu w Ministerstwie Rozwoju i Technologii, w latach 2022–2023 podsekretarz stanu w Ministerstwie Obrony Narodowej.

## Życiorys
W 2010 uzyskał magisterium z administracji publicznej na Uniwersytecie Kardynała Stefana Wyszyńskiego, a w 2011 z zarządzania przedsiębiorstwem w Uczelni Techniczno-Handlowej im. Heleny Chodkowskiej. Kształcił się podyplomowo w zakresie rolnictwa w Szkole Głównej Gospodarstwa Wiejskiego, a także w IESE Business School oraz na studiach typu MBA na Uniwersytecie Warszawskim.
Pomiędzy 2009 a 2016 pracował jako szef projektów i menedżer w branży informatycznej. Od 2016 do 2017 kierował departamentem informatycznym w Agencji Restrukturyzacji i Modernizacji Rolnictwa, następnie do 2018 Departamentem Zrównoważonego Rozwoju i Współpracy Międzynarodowej w Ministerstwie Środowiska. Od 2019 do 2020 szefował departamentom zarządzania danymi i rozwiązań innowacyjnych Ministerstwa Cyfryzacji. Został szefem rady nadzorczej Wojewódzkiego Funduszu Ochrony Środowiska i Gospodarki Wodnej w Olsztynie, członkiem Giełdowej Rady Rynków Rolnych na Giełdzie Papierów Wartościowych oraz liderem Grupy Internetu Rzeczy w Polsce. W latach 2018–2019 i 2020–2022 zastępca dyrektora generalnego Krajowego Ośrodka Wsparcia Rolnictwa. 7 lutego 2022 powołany na stanowisko podsekretarza stanu w Ministerstwie Rozwoju i Technologii (zastąpił Artura Sobonia). Objął odpowiedzialność za jednostki podległe, gospodarkę nieruchomościami oraz gospodarkę niskoemisyjną. W maju tego samego roku odwołany z tego stanowiska, następnie z dniem 27 maja objął fotel podsekretarza stanu w Ministerstwie Obrony Narodowej. W grudniu 2023 zakończył pełnienie funkcji w administracji rządowej.